# Округ Поузи (Индијана)
Поузи (енгл. Posey County) је округ у америчкој савезној држави Индијана.

## Демографија
По попису из 2010. године број становника је 25.910, што је 1.151 (-4,3%) становника мање 2000. године.
| Група             | 2000.          | 2010.          |
| Белци             | 26.443 (97,7%) | 25.046 (96,7%) |
| Афроамериканци    | 234 (0,9%)     | 233 (0,9%)     |
| Азијати           | 42 (0,2%)      | 70 (0,3%)      |
| Хиспаноамериканци | 118 (0,4%)     | 248 (1,0%)     |
| Укупно            | 27.061         | 25.910         |